# David Eby
David Robert Patrick Eby (Kitchener, 21 luglio 1976) è un politico canadese, Premier della Columbia Britannica dal 2022.
Membro del Nuovo Partito Democratico della Columbia Britannica, ha coperto il ruolo di procuratore generale della provincia dal 2017 al 2022 nel governo di John Horgan.
Eletto capopartito nell'ottobre 2022, il mese successivo è diventato Premier della Columbia Britannica, succedendo a  Horgan dopo il suo ritiro per motivi di salute. Eby e l'NDP sono poi stati confermati alle elezioni del 2024.

## Carriera
Membro del Nuovo Partito Democratico provinciale, nel 2013 viene eletto all'Assemblea della Columbia Britannica, sottraendo il seggio all'allora Premier Christy Clark.
Nel 2017, con la vittoria dei neodemocratici alle elezioni, viene nominato procuratore generale nel governo del Premier John Horgan.
Dopo il ritiro di Horgan per motivi di salute, nel 2022 ottiene la nomina di capopartito e quindi Premier della provincia. Nel 2024 viene riconfermato Premier con un governo di maggioranza. L'elezione ha configurato un riallineamento politico della provincia, con il crollo dei liberali e un sostanziale bipartitismo tra neodemocratici e conservatori.